# Clay City (Illinois)
Clay City é uma vila localizada no estado americano de Illinois, no Condado de Clay.

## Demografia
Segundo o censo americano de 2000, a sua população era de 1000 habitantes.
Em 2006, foi estimada uma população de 948, um decréscimo de 52 (-5.2%).

## Geografia
De acordo com o United States Census Bureau tem uma área de
4,6 km², dos quais 4,6 km² cobertos por terra e 0,0 km² cobertos por água. Clay City localiza-se a aproximadamente 180 m acima do nível do mar.

## Localidades na vizinhança
O diagrama seguinte representa as localidades num raio de 24 km ao redor de Clay City.